# 파크 스트리트 교회

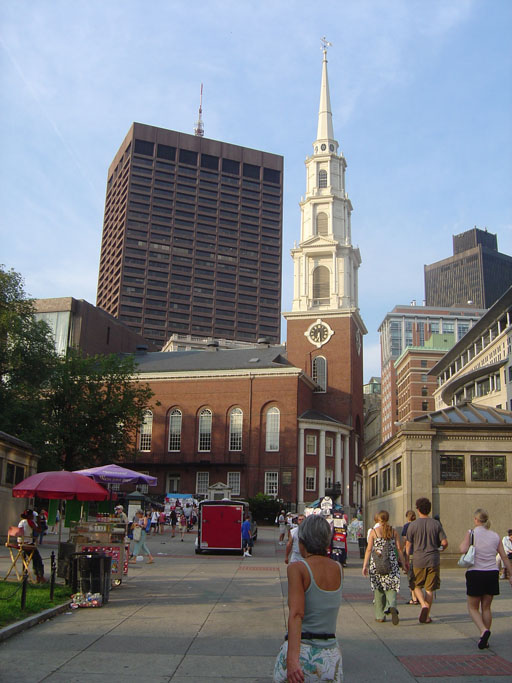
파크 스트리트 교회

파크 스트리트 교회(Park Street Church)는 미국 매사추세츠주 보스턴에 위치한 회중 교회 보수파의 교회이다. 보스턴 커먼 건너편, 토레먼토 가와 파크 가 코너에 위치한다. 파크 스트리트 교회는 1809년에 올드 사우스 집회소에 모인 멤버를 중심으로 26명에 의해 설립되었다. 이 교회의 역사 중에는 저명한 목회자가 여러명 있었는데 그 중에 가장 유명한 목회자는 헤롤드 옥캥가목사를 손꼽을 수 있다.  이 교회에서 시작하는 프리덤 트레일은 보스턴의 명소 중에 하나로 꼽는다.